# Löschenrod
Löschenrod is een plaats in de Duitse gemeente Eichenzell, deelstaat Hessen, en telt 1192 inwoners (2006).